# Tadeusz Sławecki
Tadeusz Sławecki (Czemierniki; 27 de Agosto de 1957 — ) é um político da Polónia. Ele foi eleito para a Sejm em 25 de Setembro de 2005 com 6879 votos em 7 no distrito de Chełm, candidato pelas listas do partido Polskie Stronnictwo Ludowe.
Ele também foi membro da Sejm 1993-1997.